# Абул-Харит Мухаммед
Абул-Харит Мухаммед (*бл. 1000 — після 1017) — володар Хорезму в 1017 році.

## Життєпис
Походив з династії Мамунідів. Син хорезмшаха Абул-Хасан Алі. 1017 року після вбивства його стрийка хорезмшаха Мамуна II поставлений військовиками на трон Хорезму. Втім фактично не мав жодної влади. Скориставшись боротьбою серед хорезмійських сановників, султан Махмуд Газневі (був шварґом Абул-Харит Мухаммеда) вдерся до Хорезму, завдавши поразки тамтешнім військам. Після цього повалив Мухаммеда, поставивши намісником з титулом хорезмшаха свого військовика Алтунташа. Колишнього хорезмшаха відправлено до Газни, де запроторено до фортеці. Подальша доля Абул-Харита невідома, напевне невдовзі загинув.